# Dĩnh Thượng
Dĩnh Thượng (chữ Hán giản thể: 颍上县, âm Hán Việt: Dĩnh Thượng huyện) là một huyện thuộc địa cấp thị Phụ Dương, tỉnh An Huy, Trung Quốc. Huyện này có được chia thành 15 trấn, 12 hương. 
- Trấn: Thành Quan, Tạ Kiều, Nam Chiếu, Dương Hồ, Giang Khẩu, Uông Hà, Tân Tập, Cảnh Bằng, Vương Cương, Bán Cương, Hạ Kiều, Trần Kiều, Hoàng Kiều, Lục Thập Phố, Giang Điếm Tư.
- Hương: Dĩnh Hà, Kiến Dĩnh, Hoàng Bá, Thịnh Đường, Tân Lưu Tập, Cổ Thành, Thang Điếm, Hồng Tinh, Bát Lý Hà, Thập Bát Lý Phố, Tam Thập Phố, Ngũ Thập Phố.